# 杭州市民中心
30°14′53.8″N 120°12′22.7″E / 30.248278°N 120.206306°E

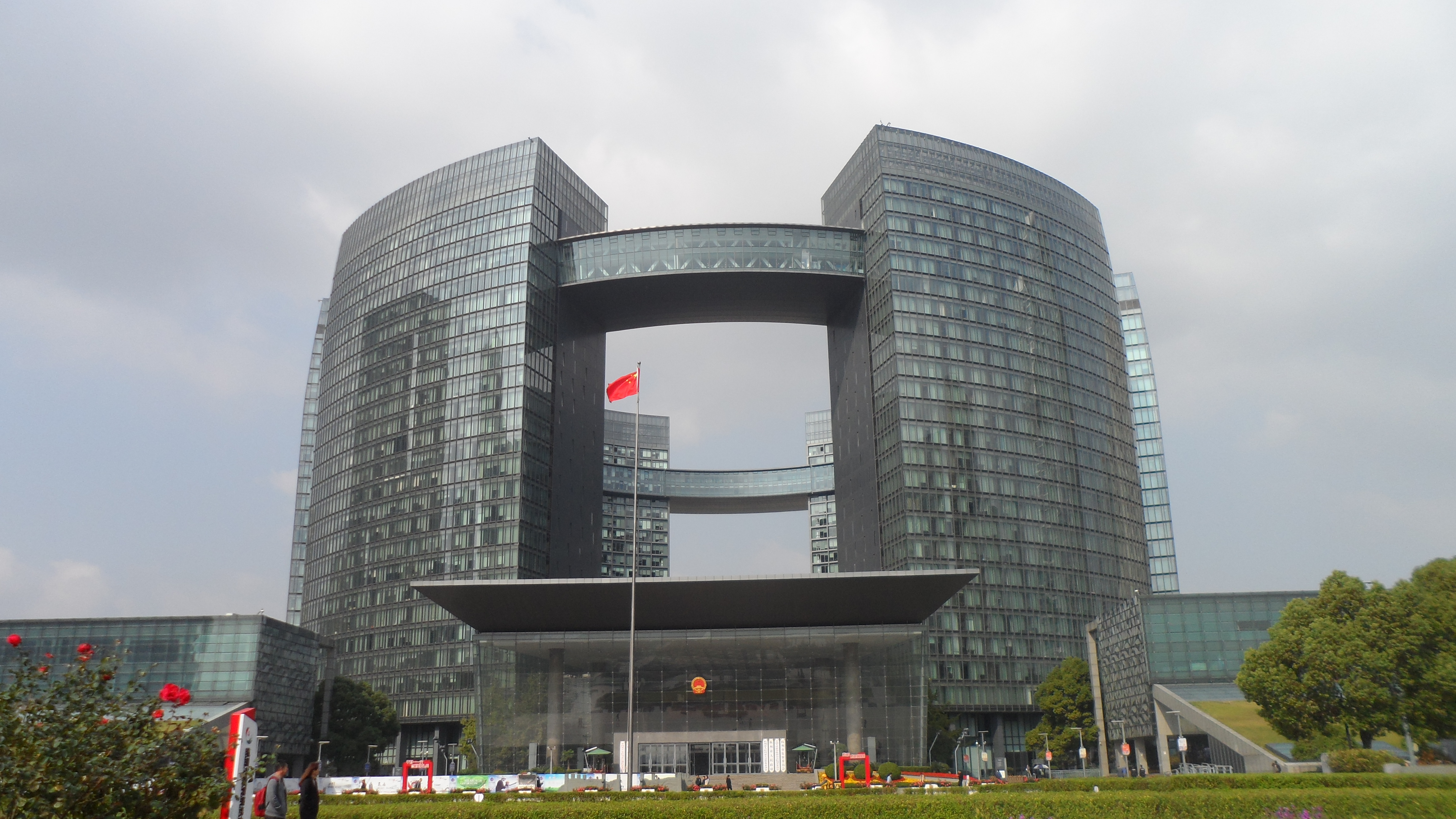
大楼与东广场

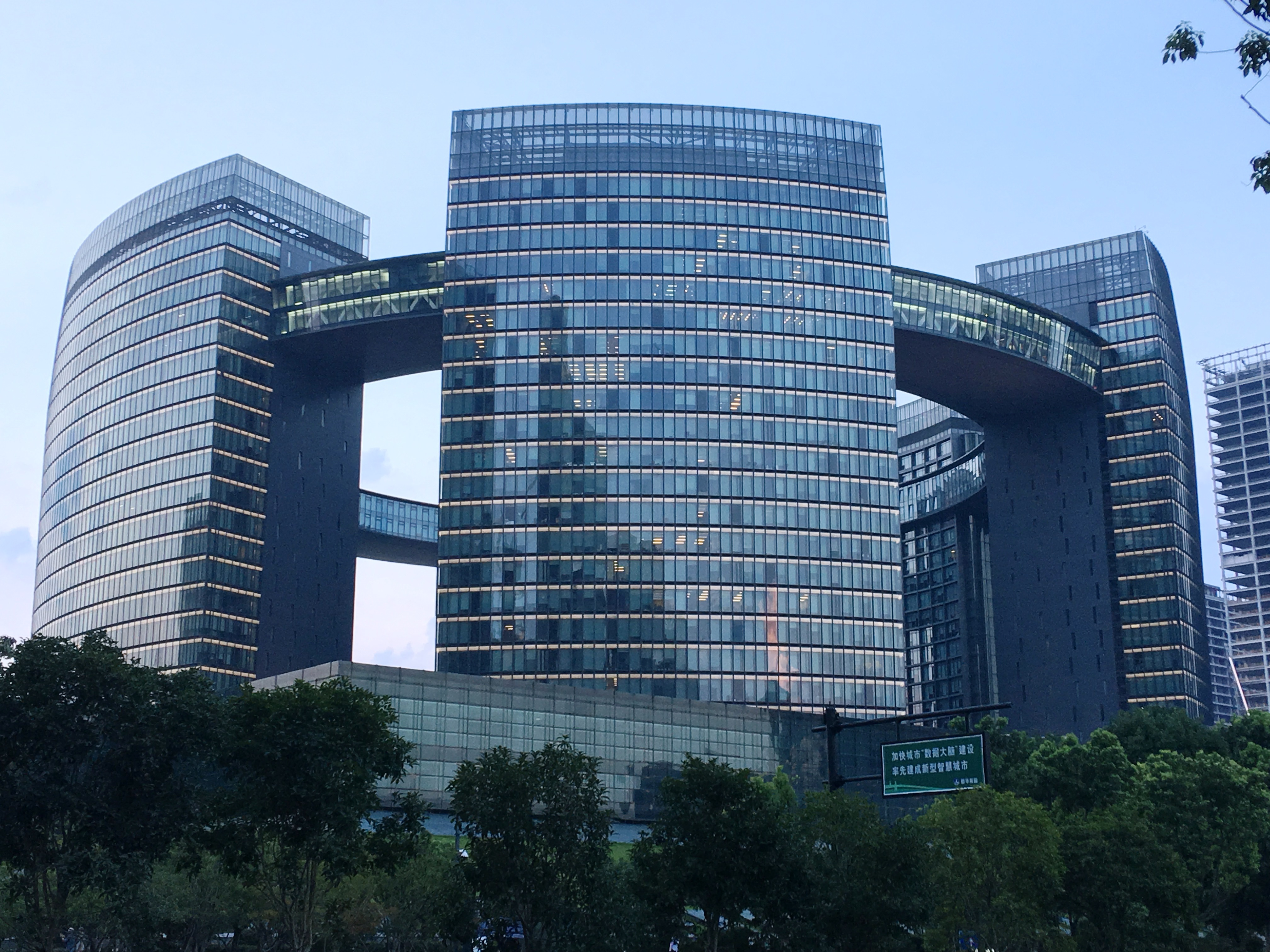
市民中心大楼，2017年

杭州市民中心位于中华人民共和国浙江省杭州市钱江新城核心区，占地超过17万平米，建筑面积超过36万平米，是杭州市人民政府的办公和会议中心，是具有中央商务区功能的新商务中心(CBD)。市民中心以“天圆地方、广宇六合”为立意，与附近的文化中心 - 杭州大剧院形成了“天地日月”的格局。市民中心是杭州建筑的制高点和地标工程。
2016年10月1日，杭州市人民政府驻地正式由拱墅区环城北路318号搬迁至江干区解放东路18号（邮编：310026），即杭州市民中心。

## 结构
市民中心总建筑面积达52.17万平米,是目前中国大陆唯一的6塔连体结构建筑。地上部分建筑面积37.12万平米,为政府各窗口单位集中服务、审批办理、信访接待中心以及办公、会议、接待场所和配套用房。在半径约72～98m之间的圆环上分布有6幢地上26层、高109.6m、中心弧长约为51m的圆弧形主楼,各相邻两幢主楼间上空高约84～92m的层23～24处设置了一组圆环形封闭连廊将这6幢主楼连成整体，连廊中心弧线长度有53m和31m两种跨度。在圆环主楼建筑群中央为一高约24m、半径约55m的大面积圆形会议中心,其屋顶兼作杭州市民中心的广场。在环形建筑群外设4幢4层高的L形附属建筑呈正方形对称布置,利用连廊与主体结构连接,屋顶上为绿化。整个建筑地下室满铺并连通,主楼及会议中心地下2层,其余为1层。地下建筑面积1515万m2,由停车库、设备用房、地下商场及平战结合六级人防设施等组成。

## 主要建筑

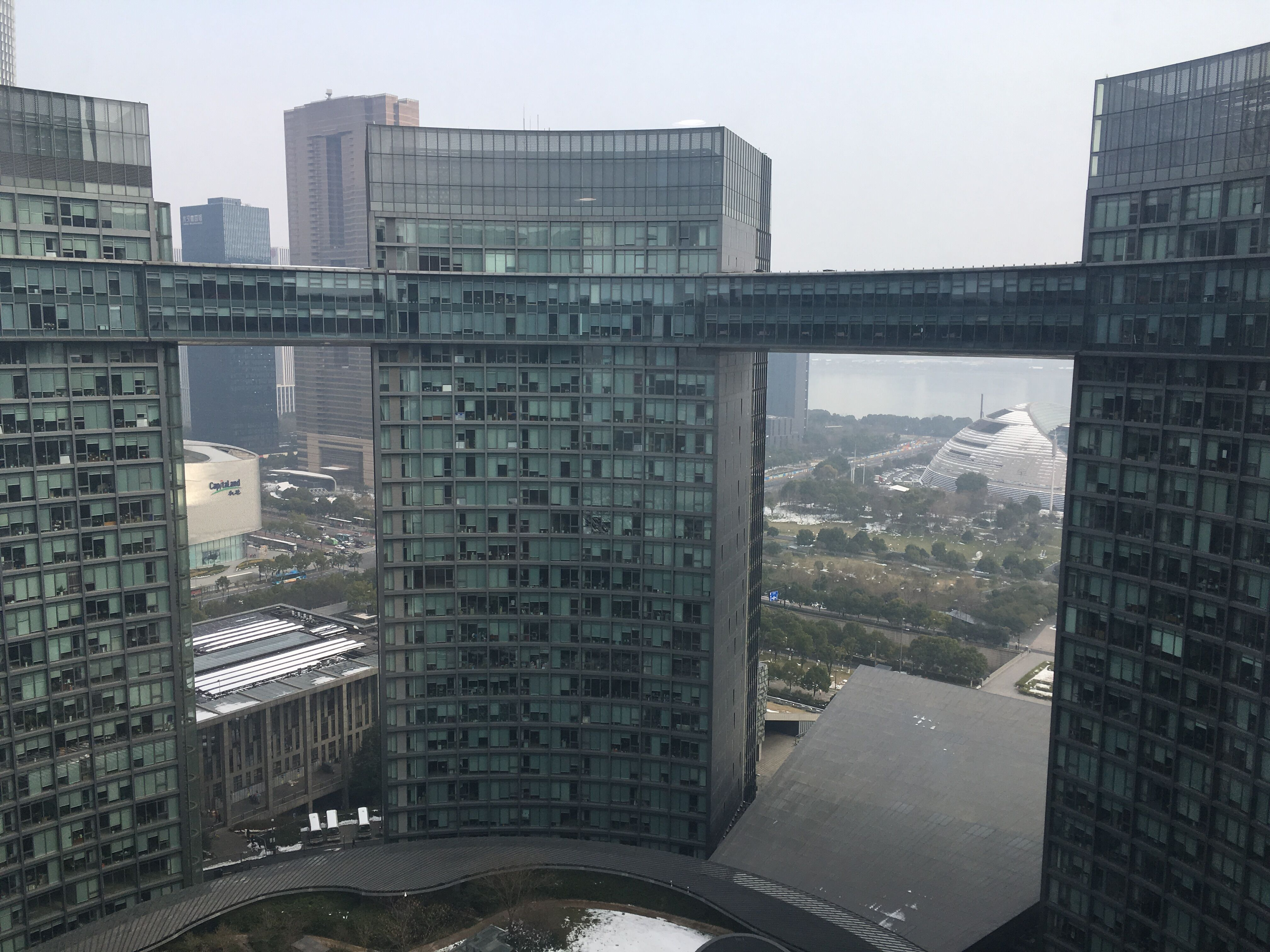
市民中心A-F六座楼的23/24层设计有空中走廊

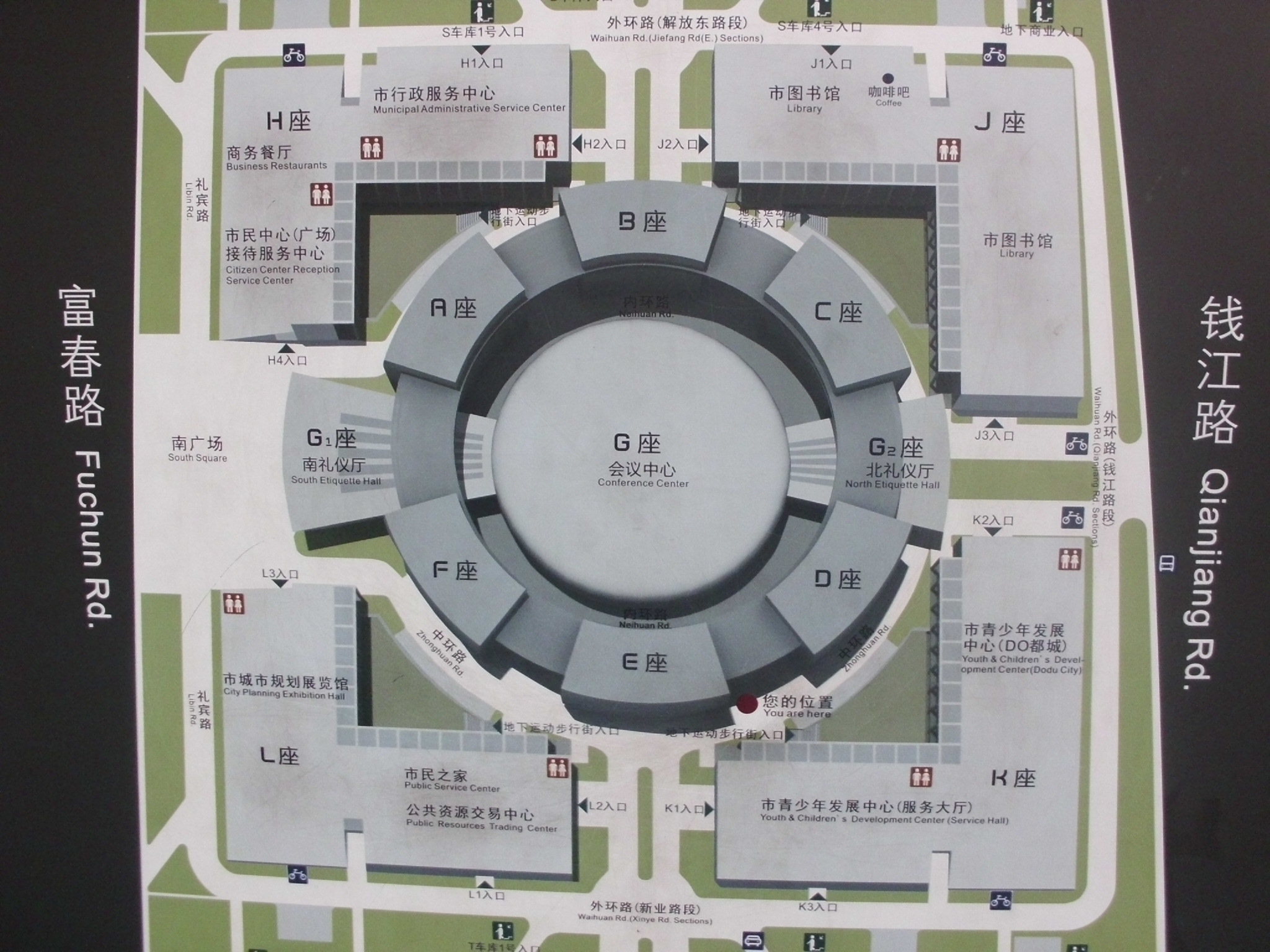
市民中心建筑方位图

- A座-F座：杭州市人民政府办公大楼（A - F六座楼的高度都为109.60米、各26层[3]）
- G座：杭州市人民政府会议中心
- H座：行政服务中心
- J座：杭州图书馆
- K座：杭州市青少年发展中心
- L座：杭州市城市规划展览馆、市民之家

## 市民之家

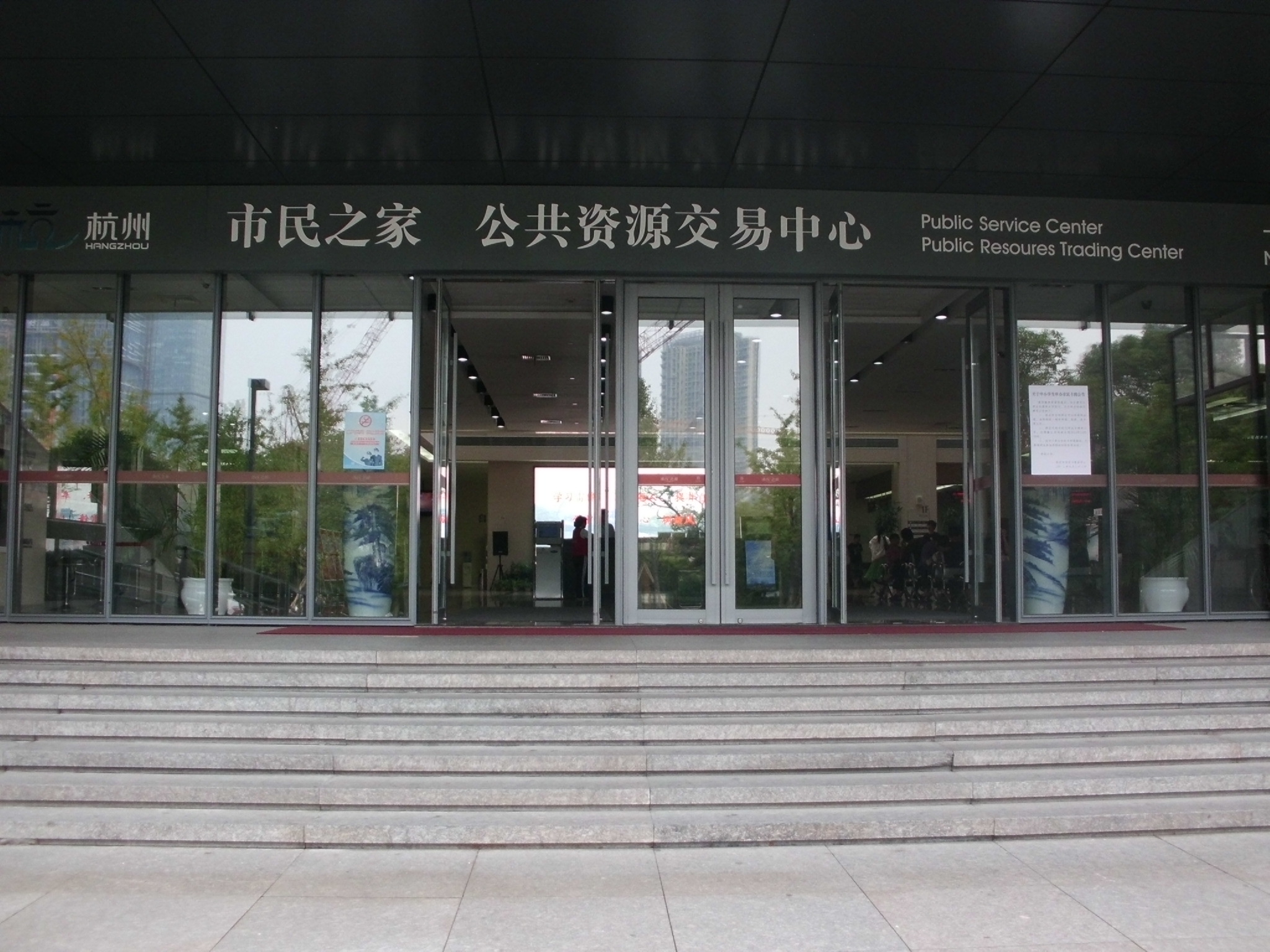
市民之家入口

市民之家是市民中心的办事大厅，为杭州市民提供各项公共事业办事服务。

## 交通
市民中心站是贯穿整个钱江新城的杭州地铁4号线以及7号线的一个站点，位于市民中心东南侧。4号线和7号线分别于2015年2月2日、2021年9月17日开通。
9号线的新业路站位于市民中心西北侧，以地下通道直接连接市民中心，2022年4月1日开通。
公交车有B2、B支1、B支6、K96、K325、K566、K108、K32、K84经过。